# Крџалије
Крџалије су милиција која дјелује као оружане групе на Балканском полуострву у периоду од почетка руско-турског рата (1768-1774) до краја Првог српског устанка. 
Познати у усменој традицији по страшним злочинима над мирним становништвом, крџалијски одреди су организовани под командом најискуснијих војних познаваоца. Ове групе разбојника укључују људе различитих етничких група, националности и религија, који се повезују само са њиховом војном окупацијом. Они нападају, пљачкају и пале градове и села, а богатство и плен чувају у тајним колибама у подножју Родопских планина. Крџалије попут Али-паше Јањинског уништили су цветајуће градове као што је Москопоље са око 60.000 становника и Тирнавос са 35.000 становника.
Крџалије Османа Пазваноглуа (Алија Гушанац) владале су Београдом.

## Види jош
- Сејмени
- Побуна сејмена и домобрана
- Орлова побуна
- Инцидент у добар час